# History Boys
Pour plus de détails, voir Fiche technique et Distribution.
History Boys ou Wild Generation (The History Boys) est une comédie dramatique britannique réalisée par Nicholas Hytner sur le scénario de Alan Bennett d'après sa pièce The History Boys, sortie en 2006.

## Synopsis
Le film raconte les aventures d'un groupe d'étudiants très doués, chouchous du proviseur de l'école qui veut à tout prix leur faire intégrer les prestigieuses universités d'Oxford ou de Cambridge.
En 1983, dans un lycée de garçons de Sheffield, les élèves Crowther, Posner, Dakin, Timms, Akthar, Lockwood, Scripps et Rudge ont récemment obtenu les notes les plus élevées jamais obtenues à l'école et espèrent entrer à l'Université d'Oxford ou à l'Université de Cambridge, à Cambridge, en passant un dernier examen. Le professeur d'études générales, surnommé "Hector" (Richard Griffiths) par le personnel et les garçons, est très apprécié et travaille aux côtés de leur directrice adjointe et professeur d'histoire, Mme Lintott (Frances de la Tour). Le directeur, connu sous le nom de "Felix", nomme un enseignant contractuel temporaire, Tom Irwin (Stephen Campbell Moore), qui était à Oxford, pour aider les garçons dans leur quête. Irwin n'a que quelques années de plus que ses élèves, mais il s'avère être un professeur audacieux et exigeant, et particulièrement difficile à impressionner.
Dans le cadre de leurs études générales, les élèves jouent des scènes de films et de littérature romantiques. A la fin de chaque cours, Hector offre un lift à l'un des élèves sur sa moto et il est généralement connu (mais traité comme une blague) qu'il les touche de manière inappropriée sur le trajet. Le seul qu'il n'emmène jamais est Posner (Samuel Barnett), un petit garçon juif, qui ne cache pas son engouement pour Dakin (Dominic Cooper). Dakin, qui se définit lui-même comme un séducteur en herbe, a actuellement une liaison avec la secrétaire du directeur, Fiona (Georgia Taylor). Il n'est pas mécontent de l'attention de Posner, mais s'intéresse de plus en plus à Irwin. Petit à petit, la quête de Dakin pour impressionner Irwin sur le plan intellectuel se transforme en une poursuite flirteuse et potentiellement sexuelle de son jeune professeur, qui est visiblement attiré par Dakin. Pendant ce temps, les indiscrétions d'Hector sont révélées de façon choquante et Félix lui ordonne de "se retirer tôt".
Les garçons poursuivent leurs études et tous gagnent des places à Oxford et à Cambridge, y compris le célèbre Rudge (Russell Tovey), Posner et Dakin gagnent même des bourses d'études. Le dernier jour du trimestre, Dakin appelle Irwin sous un faux prétexte et lui demande de prendre un verre, révélant ouvertement son intérêt sexuel pour lui, au grand désarroi et à l'enthousiasme réprimé d'Irwin. Ils sont d'accord pour se réunir le dimanche même. Dakin se rend ensuite au bureau du directeur et, en menaçant de révéler le harcèlement sexuel de Félix contre Fiona, l'oblige à réintégrer Hector.
Alors que les garçons se préparent à quitter le lycée, Hector accepte de ramener Dakin à la maison en moto "en souvenir du bon vieux temps". Cependant, avant qu'ils ne partent, le directeur les arrête en disant qu'Hector ne devrait pas prendre un des garçons. Il suggère qu'Hector prenne Irwin à sa place. Dakin lui tend volontiers le casque, et l'écran s'éteint en blanc pendant qu'ils s'en vont, les garçons disant adieu joyeusement et riant.
Hors-champs, il y a un accident de moto ; Hector est tué et Irwin est blessé. Dakin (en voix off) dit qu'Irwin n'avait jamais été à l'arrière d'une moto et qu'il se peut qu'il ait déséquilibré Hector, ce qui a causé la mort d'Hector, et qu'Irwin et lui n'ont jamais pu se rencontrer ce dimanche. Les garçons chantent "Bye Bye Bye Blackbird" au service commémoratif d'Hector et le directeur prononce un discours général. Mme Lintott se retourne et demande : "Vont-ils venir à mes funérailles, je me le demande ?". La salle de classe est montrée seulement avec les garçons assis et chacun raconte sa vie : Akthar, directeur d'école, Crowther, magistrat, Timms, responsable du nettoyage à sec et Dakin, avocat fiscaliste. Lockwood, un officier subalterne de l'armée, a été tué par un tir allié à 28 ans. Rudge est un bâtisseur, Scripps un journaliste, et Irwin fait des émissions de télévision sur l'Histoire, bien que Mme Lintott dise qu'elles sont plus journalistiques. Posner est enseignant et adopte la même approche qu'Hector, à l'exception des attouchements. Le dernier plan montre les garçons et les enseignants debout sur la pelouse de la sortie éducative, la voix d'Hector les encourageant à "transmettre".

## Fiche technique
- Titre original : The History Boys
- Titre français : History Boys
- Titre suisse : Wild Generation
- Réalisation : Nicholas Hytner
- Scénario : Alan Bennett, d'après sa pièce de théâtre The History Boys
- Décors : John Beard
- Costumes : Justine Luxton
- Photographie : Andrew Dunn
- Montage : John Wilson
- Musique : George Fenton
- Productions : Kevin Loader, Damian Jones et Nicholas Hytner
- Sociétés de production : BBC Two Films, DNA Films et UK Film Council
- Sociétés de distribution : 20th Century Fox (Royaume-Uni), Twentieth Century Fox France (France) et Fox-Warner (Suisse)
- Budget : 2 000 000 livres
- Pays de production : Royaume-Uni
- Langue originale : anglais
- Format : Couleur — 1.85 : 1 • 35 mm • Son Dolby Digital
- Genre : Comédie dramatique
- Durée : 109 minutes
- Dates de sortie francophone : 
  - Royaume-Uni : 13 octobre 2006
  - France : 17 janvier 2007

## Distribution
- Richard Griffiths : Hector
- Dominic Cooper (VF : Damien Ferrette) : Dakin
- James Corden : Timms
- Stephen Campbell Moore : Irwin
- Samuel Barnett : Posner
- Frances de la Tour : Mrs Lintott
- Sacha Dhawan (VF : Mathias Casartelli) : Akthar
- Russel Tovey : Rudge
- Samuel Anderson : Crowther
- Andrew Knott (VF : Alexandre Gillet) : Lockwood
- Jamie Parker : Scripps
- Georgia Taylor : Fiona
- Clive Merrison (en) : le proviseur